# JRE梅田スクエアビル
JRE梅田スクエアビル（ジェイアールイーうめだスクエアビル）とは大阪府大阪市北区梅田一丁目にある高層ビルである。旧名称は梅田第一生命ビル、梅田スクエアビルディング。

## 概要
大阪駅の近く、阪神百貨店南に立地する。現在の所有者はジャパンリアルエステイト投資法人であり、2015年4月1日に約155億円で取得している。なお、売り主はドイツ系のハイポ・リアル・エステート・キャピタル・ジャパン株式会社関連の「はやぶさ合同会社」であったが、同社は2012年8月にモルガン・スタンレーグループの特定目的会社から取得していた。
2022年2月1日に梅田スクエアビルディングからJRE梅田スクエアビルに名称変更された。

## 入居者
- 岡三証券 梅田支店 - 7階[4]

なお、当ビルの住所（大阪府大阪市北区梅田1丁目12番17号）を所在地（本店）として登記している法人は24法人ある（2024年2月24日時点）。

## 交通
- JR各線大阪駅から徒歩2分、JR東西線北新地駅より徒歩7分、新大阪駅より車10分
- 阪神大阪梅田駅より徒歩1分
- 阪急大阪梅田駅より徒歩7分
- 四つ橋線西梅田駅より徒歩1分
- 御堂筋線梅田駅より徒歩5分
- 谷町線東梅田駅より徒歩7分